# Marja Krolówna
Marja Krolówna fue una deportista polaca que compitió en tiro con arco, en la modalidad de arco recurvo. Ganó dos medallas en el Campeonato Mundial de Tiro con Arco al Aire Libre, bronce en 1931 y plata en 1932.

## Palmarés internacional
| Campeonato Mundial al Aire Libre | Campeonato Mundial al Aire Libre | Campeonato Mundial al Aire Libre | Campeonato Mundial al Aire Libre |
| Año                              | Lugar                            | Medalla                          | Prueba                           |
| -------------------------------- | -------------------------------- | -------------------------------- | -------------------------------- |
| 1931                             | Lwów (Polonia)                   | Medalla de bronce                | Equipo mixto                     |
| 1932                             | Varsovia (Polonia)               | Medalla de plata                 | Equipo mixto                     |